# Carlos Taberner Segarra
Carlos Taberner Segarra (València, 8 d'agost de 1997) és un tennista valencià.
Ha desenvolupat la major part de la seva carrera en els circuits ATP Challenger Tour i circuit ITF, en els quals ha guanyat quatre títols individuals i un en categoria de dobles.

## Palmarès

### Individual: 1 (0−1)
| Llegenda                          |
| --------------------------------- |
| Grand Slams (0−0)                 |
| ATP Finals (0−0)                  |
| ATP World Tour Masters 1000 (0−0) |
| ATP World Tour 500 (0−0)          |
| ATP World Tour 250 (0−1)          |

| Títols per superfície |
| --------------------- |
| Dura (0−0)            |
| Gespa (0−0)           |
| Terra batuda (0−1)    |

| Resultat  | Núm. | Data                 | Torneig       | Superfície   | Oponent         | Marcador |
| --------- | ---- | -------------------- | ------------- | ------------ | --------------- | -------- |
| Finalista | 1.   | 26 de juliol de 2025 | Umag, Croàcia | Terra batuda | Luciano Darderi | 3−6, 3−6 |

## Trajectòria

### Individual
| Open d'Austràlia | A   | Q2  | A   | Q1  | Q2  | 1R | 0 / 1  | 0 – 1  |
| Roland Garros | A   | 1R  | A   | Q2  | 1R  | 1R | 0 / 3  | 0 – 3  |
| Wimbledon | A   | A   | A   | NC  | Q2  |    | 0 / 0  | 0 – 0  |
| US Open | A   | A   | A   | A   | 1R  |    | 0 / 1  | 0 – 1  |
| Total Victòries–Derrotes                                                                                                  | 0−0 | 1−2 | 0−0 | 1−2 | 6−8 |    | 8 – 13 | 8 – 13 |
| Rànquing a final d'any | 185 | 283 | 190 | 143 | 101 |    |        |        |
| Llegenda: G: Guanyador; F: Finalista; SF: Semifinalista; QF: Quarts de final; Q: Qualificació; A: Absent; RR: Round Robin |     |     |     |     |     |    |        |        |